# Rambo Amadeus
Antonije Pušić (Антоније Пушић, 14 de juny de 1963 en Kotor, Montenegro, antiga Iugoslàvia), el nom artístic de la qual és Rambo Amadeus, és un músic, autor i intèrpret de culte balcànic establert en Belgrad, famós en tota l'antiga Iugoslàvia. S'autodenomina "músic, poeta, i manipulador dels mitjans de comunicació".
Les seves cançons combinen lletres satíriques sobre la naturalesa de la gent corrent i la futilitat de la política nacional. Mescla diferents gèneres musicals com el rock (que ha evolucionat cap al drum and bass) amb ironia autoconscient. El seu propi nom artístic al·ludeix a John Rambo i Wolfgang Amadeus Mozart. En els seus concerts no se solen repetir les seves cançons tal com estan editades, sinó que es barreja música improvisada amb humor cru sobre tots els aspectes de la naturalesa humana. Alguns dels seus fanes comparen la seva trajectòria artística amb la de Frank Zappa o Captain Beefheart.
A la XXIII edició de la Mostra de València de 2002 va obtenir una menció a la millor banda sonora per Bumerang de Dragan Marinković.
Va representar a Montenegro en el Festival de la Cançó d'Eurovisió 2012 que es va celebrar en Bakú, Azerbaidjan per elecció de la ràdio-televisió pública RTCG. amb la cançó Euro Neuro.

## Discografia

### Àlbums d'estudi
- 1988 - O tugo jesenja, PGP RTB
- 1989 - Hoćemo gusle, PGP RTB
- 1991 - Psihološko propagandni komplet M-91, PGP RTB
- 1995 - Muzika za decu, B92
- 1996 - Mikroorganizmi, Komuna
- 1997 - Titanik, Komuna
- 1998 - Metropolis B (tour-de-force), B92
- 2000 - Don't happy, be worry, Metropolis (Publicat com Čobane vrati se a Eslovènia i Croàcia per Dallas Records)
- 2005 - Oprem Dobro, B92
- 2008 - Hipishizik Metafizik, PGP RTS
- 2015 - Vrh Dna, Mascom Records
- 2020 - Brod budala

### EP
- 2008 - Yes No, Hip Son Music/Tunecore

### Àlbums en directe
- Kurac, Pička, Govno, Sisa (1993)
- Koncert u KUD France Prešeren (1997)
- Bolje jedno vruće pivo nego četri ladna (2004)
- Rambo Amadeus & Mutant Dance Sextet u Domu Sindikata (2011)

### Recopilatoris
- 1994 - Izabrana dela, PGP RTS
- 1998 - Zbrana dela 1, Vinilmanija
- 1998 - Zbrana dela 2, Vinilmanija